# План Мореля
«План Море́ля» («Элементы для временного закона о местных выборах в отдельных районах Донецкой и Луганской областей») — документ, предусматривавший проведение местных выборов в неподконтрольных Украине отдельных районах Донецкой и Луганской областей с целью урегулирования вооружённого конфликта в Донбассе.
План предусматривал принятие Верховной радой Украины специального закона о местных выборах в отдельных районах Донецкой и Луганской областей. Документ был предложен рабочей группе по вопросам политики Трёхсторонней контактной группы французским дипломатом Пьером Морелем. По информации радиостанции Deutsche Welle, план был разработан заместителем госсекретаря США Викторией Нуланд и статс-секретарём МИД РФ Григорием Карасиным.
По информации журналиста «Зеркала недели» Сергея Рахманина, который сделал план достоянием общественности, «План Мореля» был в целом принят членами «нормандской четвёрки» на берлинском саммите 12 сентября 2015 года. Ожидалось, что он будет одобрен на парижском саммите «четвёрки», однако этого не произошло.
С реализацией «Плана Мореля» связывали возможное снятие с России международных санкций, наложенных в связи с украинскими событиями 2014 года.

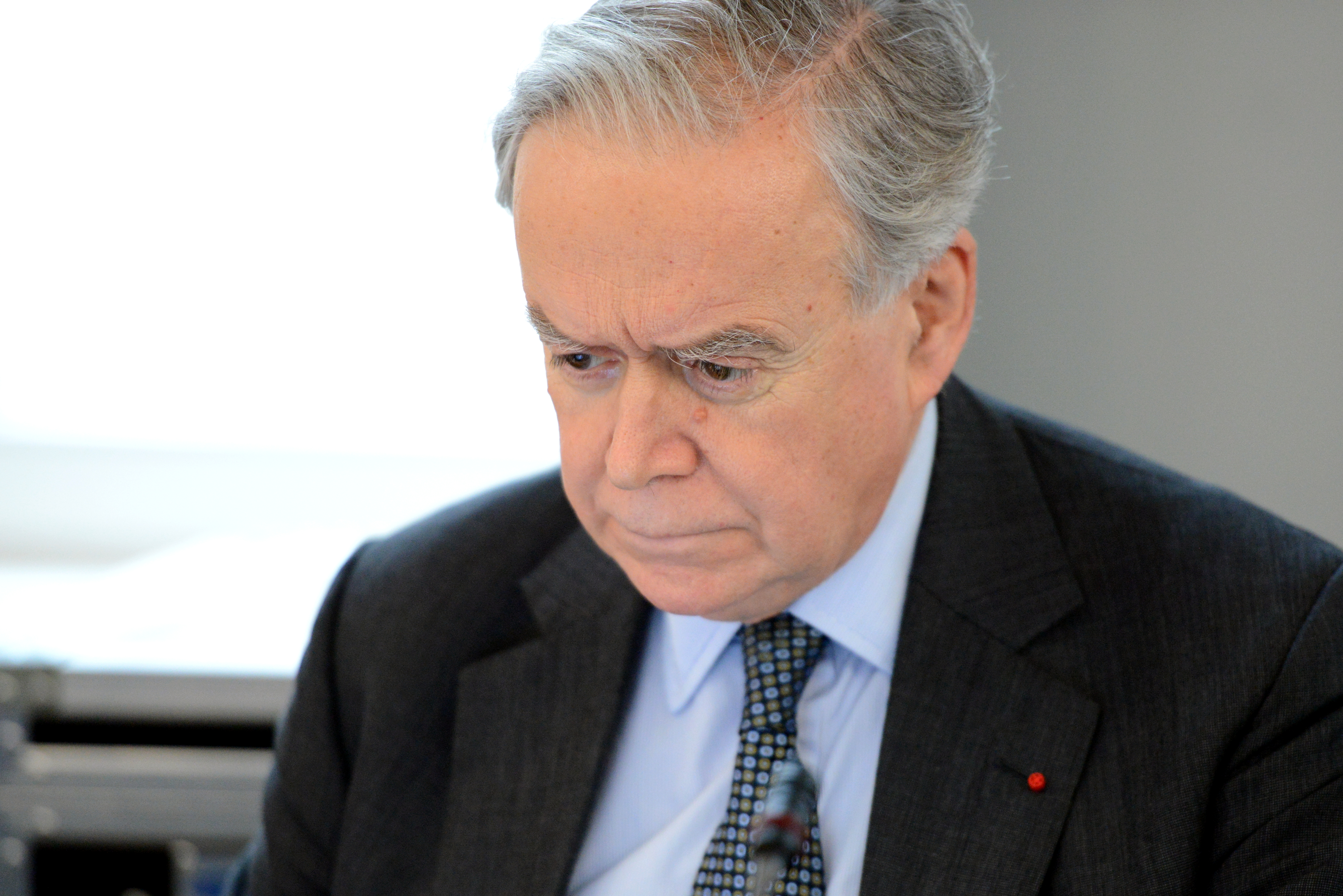
Пьер Морель в 2014 году.

## Предыстория
Минские соглашения, подписанные представителями ОБСЕ, Украины и России с целью урегулирования кризиса на Донбассе, в частности, предусматривали децентрализацию власти и проведение местных выборов. Так, согласно Минскому протоколу от 5 сентября 2014 года Украина обязывалась:
…3. осуществить децентрализацию власти, в частности путём принятия Закона Украины «О временном порядке местного самоуправления в отдельных районах Донецкой и Луганской областей» (Закон об особом статусе);
…7. продолжить инклюзивный общенациональный диалог;
…9. обеспечить проведение досрочных местных выборов согласно Закону Украины об особом статусе.
Закон Украины «Об особом порядке местного самоуправления в отдельных районах Донецкой и Луганской областей», принятый 16 сентября 2014 года, на три года ввёл особый порядок местного самоуправления в отдельных районах Донецкой и Луганской областей. Согласно Закону, внеочередные местные выборы в отдельных районах Донецкой и Луганской областей требовалось провести 7 декабря 2014 года. Эти выборы, однако, не состоялись.
Следующее Минское соглашение от 12 февраля 2015 года предусматривало:
…4. в первый день после отвода [тяжёлого вооружения] начать диалог о модальности проведения местных выборов согласно украинскому законодательству и Закону Украины «О временном порядке местного самоуправления в отдельных районах Донецкой и Луганской областей», а также о будущем режиме этих районов на основании указанного закона;
…11. проведение конституционной реформы на Украине с вступлением в силу до конца 2015 года новой Конституции, которая предусматривает в качестве ключевого элемента децентрализацию (с учётом особенностей отдельных районов Донецкой и Луганской областей, согласованных с представителями этих районов), а также принятие постоянного законодательства об особом статусе отдельных районов Донецкой и Луганской областей;
…12. на основании Закона Украины «О временном порядке местного самоуправления в отдельных районах Донецкой и Луганской областей» вопросы, которые касаются местных выборов, будут обсуждаться и согласовываться с представителями отдельных районов Донецкой и Луганской областей в рамках Трёхсторонней контактной группы. Выборы будут проведены с соблюдением соответствующих стандартов ОБСЕ при мониторинге со стороны БДИПЧ ОБСЕ.

## Содержание «Плана Мореля»
— Этот закон вступает в силу со дня его опубликования. Назначить внеочередные выборы депутатов районных, городских, районных в городах, поселковых, сельских советов, сельских, поселковых, городских председателей в отдельных районах Донецкой и Луганской областей. Дату внеочередных выборов, а также порядок их организации и проведения, устанавливают специальным законом;

— прекращение огня; безопасность; прогрессивное возвращение к нормальной жизни;

— соглашение о дате, подтверждённое Трёхсторонней контактной группой;

— наблюдения БДИПЧ;

— связанные вопросы: закон о статусе, амнистия, гуманитарный доступ;

— определение территории и округов; объяснения по поводу общин на линии соприкосновения, как это обработано в рамках Рабочей группы по политическим вопросам;

— избирательная система: мажоритарная, согласно решению ТКГ от 22 мая; как вариант — внедрение смешанной, частично пропорциональной системы для Донецка и Луганска;

— продолжительность мандата, как вариант — до следующих местных выборов на Украине, т. е. до 2017 года;

— регистрация кандидатов и требования к ним, как вариант — ценз оседлости продолжительностью пять лет, не включая последних двух лет, кроме тех, кого избирают на должности председателей местных советов;

— обязанности по проведению выборов, как вариант — временные территориальные избирательные комиссии будут состоять из представителей зон, охваченных этим законом, отвечая перечисленным критериям регистрации; включая представителей местных отделений партий, зарегистрированных до 2014 года, будут под председательством члена Центральной избирательной комиссии;

— роль и участие политических партий, как вариант — партии, которые имели местные ячейки, зарегистрированные в избирательных округах, охваченных законом до 2014 года, могут принимать участие в избирательной кампании; любой запрос недопуска этих партий будет передан в соответствующую временную территориальную комиссию, которая будет принимать окончательное решение;

— роль средств массовой информации, как вариант — комитет по общей аккредитации, включая руководителей временных территориальных избирательных комиссий, будет рассматривать аккредитацию представителей национальных средств массовой информации и принимать окончательное решение;

— график выборов из-за вступления в силу закона (требует сборки);

— наблюдения со стороны БДИПЧ с полным доступом на избирательные участки, к процессу подсчёта голосов и центру подведения итогов;

— публикация результатов Центральной избирательной комиссией.

## Отношение к «Плану Мореля»

### На Украине
Президент Украины Пётр Порошенко назвал «личным мнением П. Мореля» его предложения по поводу выборов на Донбассе, а позже вообще опроверг сам факт существования плана как целостного документа.
Народный депутат, председатель фракции партии «Блок Петра Порошенко», координатор парламентской коалиции Юрий Луценко исключил принятие Радой закона о выборах в ДНР и ЛНР.

### В Германии, Франции
Спикер МИД Германии сообщила, что в Берлине рассматривают «План Мореля» как «основу дальнейшего урегулирования» кризиса в Донбассе. Это предложение было зафиксировано в заявлении министра иностранных дел Германии Франка-Вальтера Штайнмайера по итогам переговоров глав МИД «нормандской четвёрки» в Берлине 12 сентября.
В МИД Франции приветствовали усилия Мореля по выработке компромиссных предложений.

## Парижская встреча
2 октября 2015 года состоялся саммит в «нормандском формате» в Париже. Как сообщила уполномоченный президента Украины по вопросам мирного урегулирования в Донецкой и Луганской областях, представитель Украины в гуманитарной подгруппе Трёхсторонней контактной группы Ирина Геращенко, украинская делегация отказалась принять часть инициатив Мореля. В то же время стороны подтвердили необходимость проведения внеочередных местных выборов в Донбассе исключительно на основе законодательства Украины и стандартов ОБСЕ под мониторингом ОБСЕ/БДИПЧ.